# Mögöl (Kisa socken, Östergötland)
Mögöl är en sjö i Kinda kommun i Östergötland och ingår i Motala ströms huvudavrinningsområde.